# Ncurses
Ncurses é uma biblioteca que disponibiliza uma API para o desenvolvimento de interfaces em modo texto. Garante também uma otimização quanto às mudanças de telas, reduzindo a latência quando se utiliza acesso remoto via shells.
O nome ncurses vem de "new curses", uma referência ao já descontinuado 4.4 BSD classic curses.  
O líder do projeto é Thomas Dickey.
Ncurses faz parte do projeto GNU e é um dos poucos componentes não distribuídos sob a licença GNU GPL ou LGPL; é distribuído sob uma licença similar à MIT License.